# 蛇庙
槟城峇六拜万脚兰蛇庙（英語：Snake Temple），正名福兴宫，又名清云岩，是一座位于马来西亚槟城州乔治市峇六拜蛇庙街，距离槟城国际机场仅3.2公里远的华人寺庙。寺庙因成为蛇的聚集所而闻名，据说这些蛇是寺庙主神清水祖师的转世弟子。

## 建筑景观

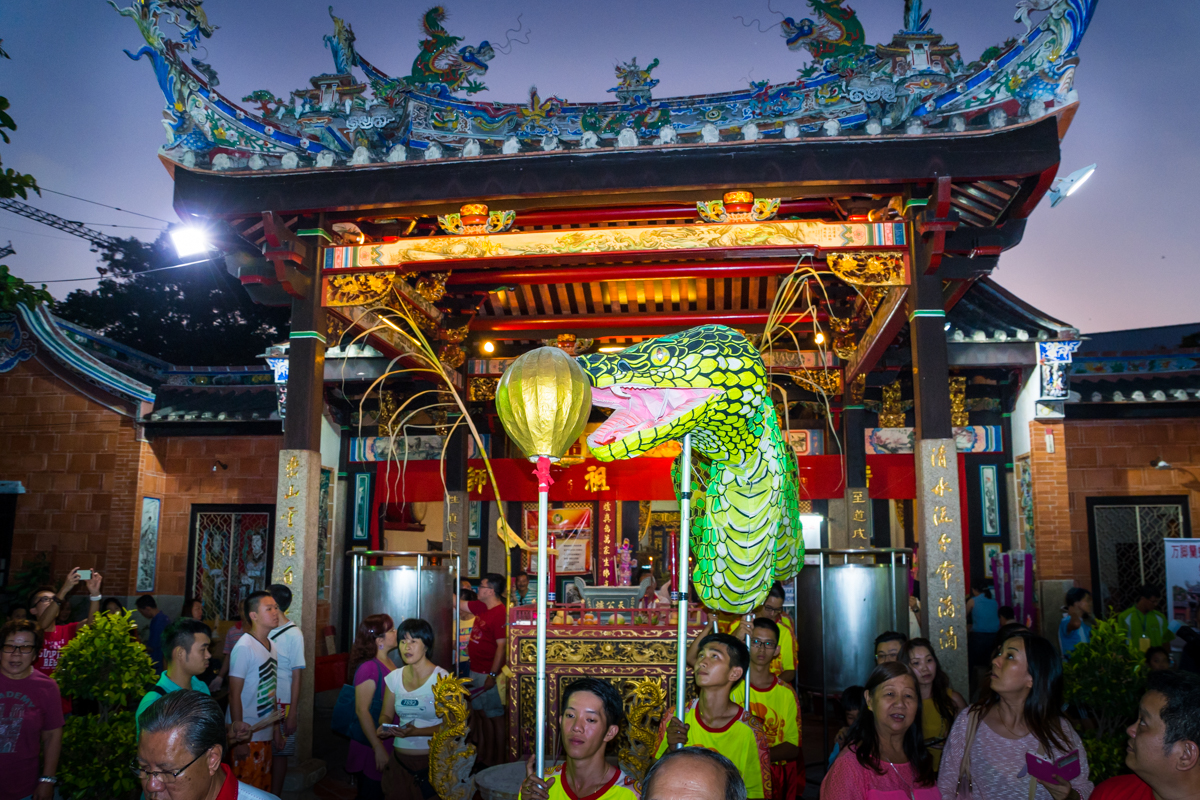
夜间舞蛇。
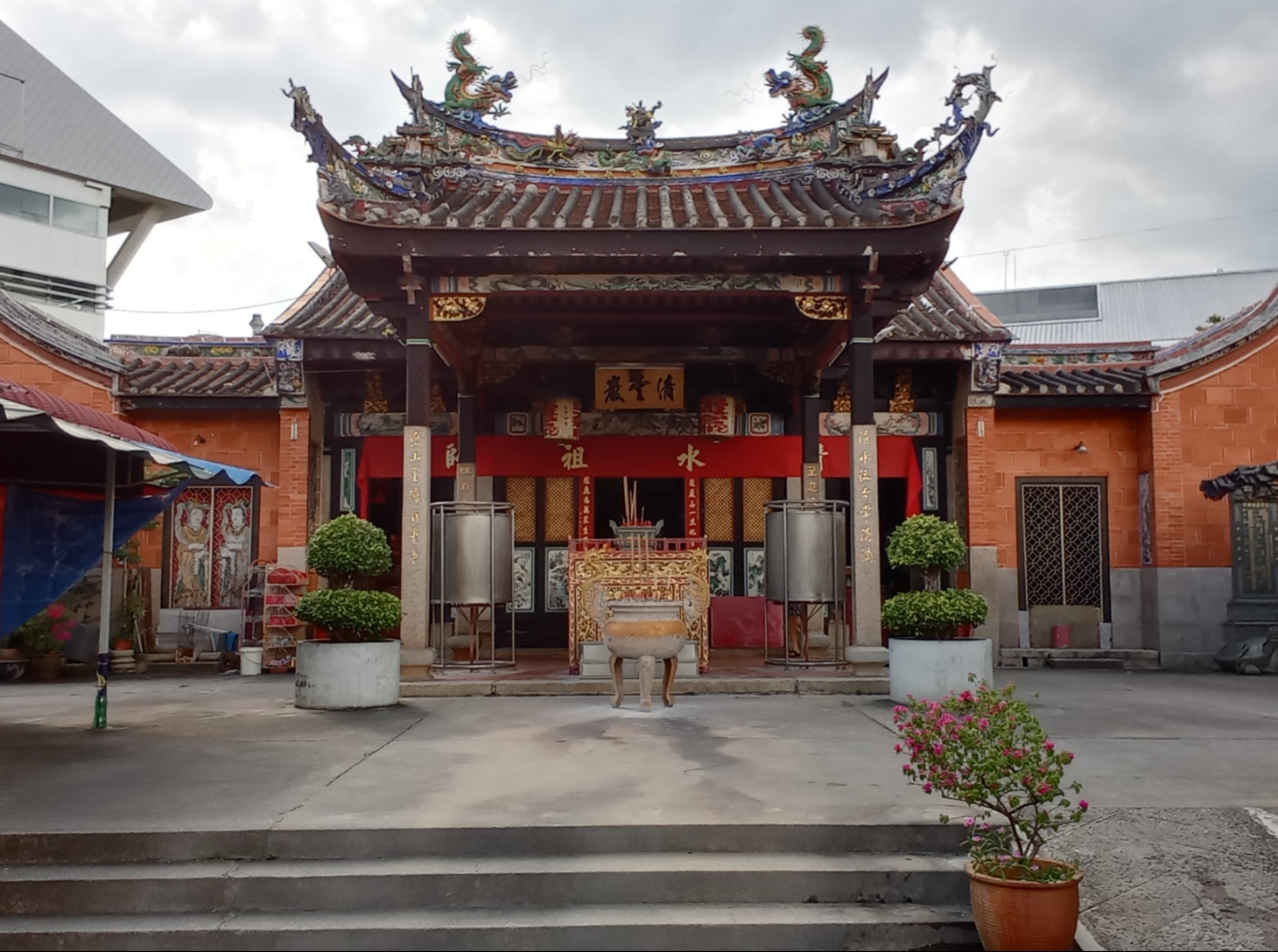
寺庙外观。
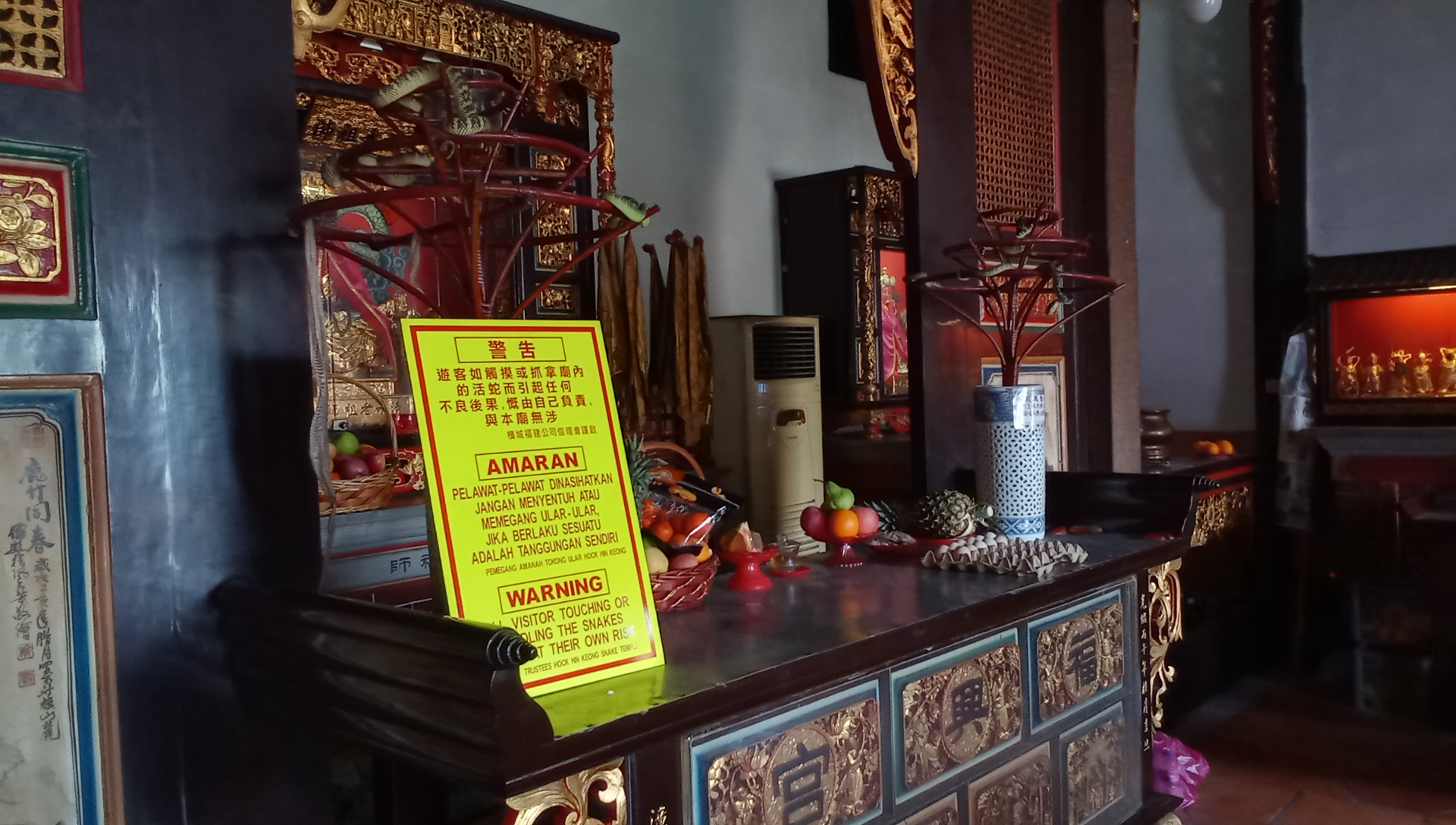
寺庙里的蝮亚科。